# 탄수 칠레르

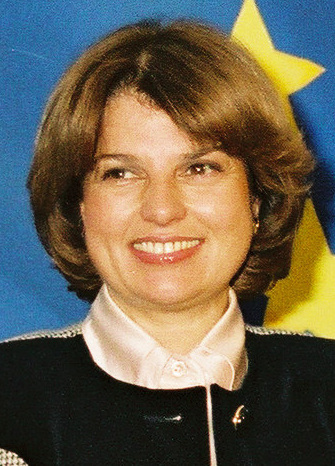

탄수 칠레르(튀르키예어: Tansu Çiller, 1946년 5월 24일~)는 터키의 경제학자, 정치인, 정도당 (Doğru Yol Partisi)의 지도자이다. 이스탄불 출신이다. 1993년부터 1996년까지 터키의 첫 여성 총리로 있었다.